# 丹麥的本尼迪克特公主
本尼迪克特公主（丹麥語：Prinsesse Benedikte til Danmark, Prinsesse af Sayn-Wittgenstein-Berleburg，1944年4月29日—），生于阿马林堡宫，為丹麥公主。是丹麥國王弗雷德里克九世和瑞典英格丽德公主的次女，前任丹麥女王瑪格麗特二世的大妹，前希臘王后安妮-瑪麗的二姐。她嫁給理查·塞恩-維特根施泰因-貝勒堡，育有3个子女。

## 婚姻和子女

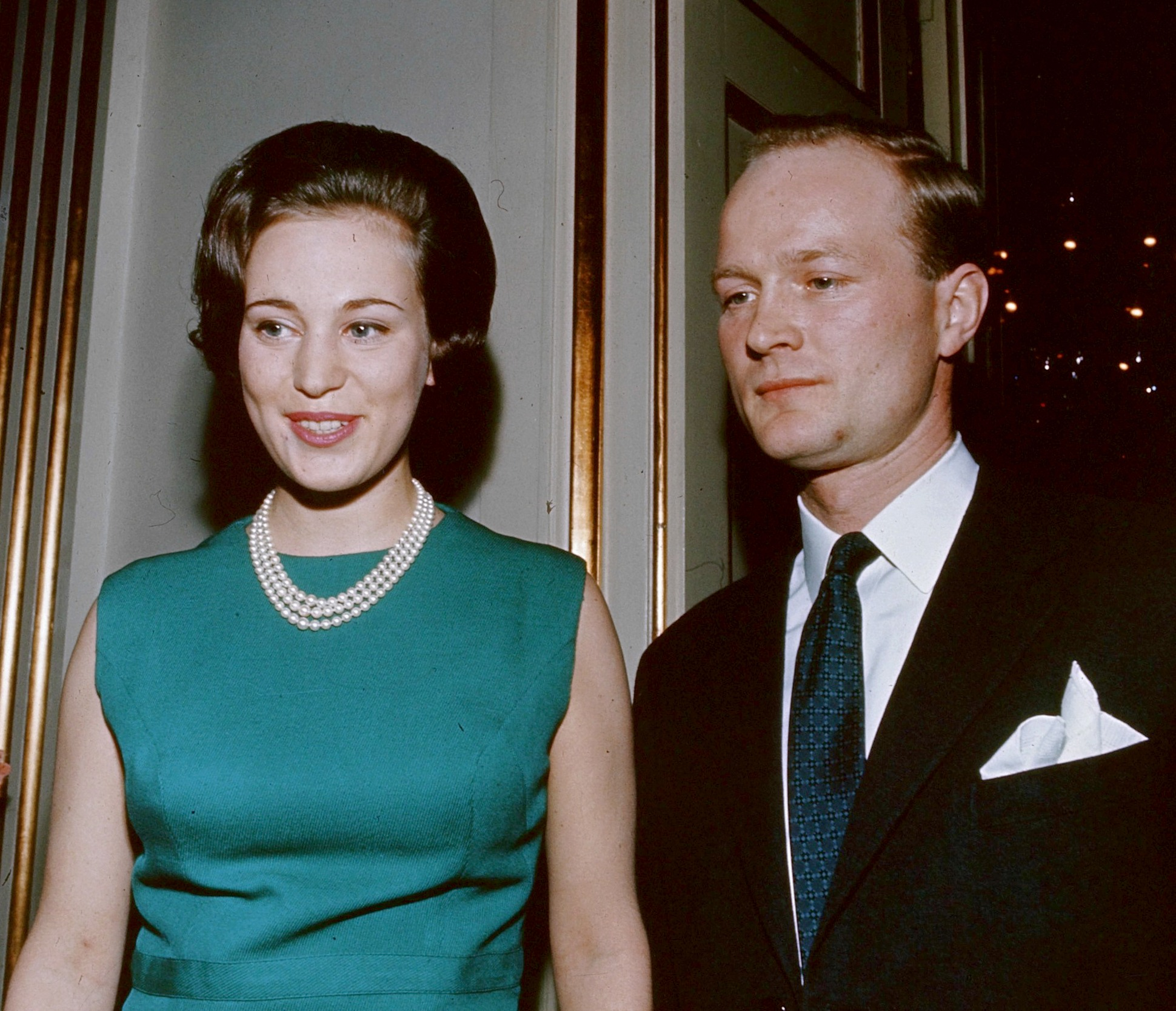
本尼迪克特公主與理查親王結婚前

本尼迪克特公主和理查·塞恩-維特根施泰因-貝勒堡结婚，育有1子2女：
- 古斯塔夫（英语：Gustav, 7th Prince of Sayn-Wittgenstein-Berleburg）（1969年1月12日－），與卡琳娜·阿克塞爾森結婚，育有一子親王繼承人：古斯塔夫·阿爾布雷希特王子。
- 亞歷山德拉（英语：Princess Alexandra of Sayn-Wittgenstein-Berleburg）（1970年11月20日－），与克莱恩伯爵杰斐逊结婚(2017年離婚)，2019年與艾勒菲特·勞維格·比爾伯爵邁克爾再婚，有1子1女。
- 娜塔莉（英语：Princess Nathalie of Sayn-Wittgenstein-Berleburg）（1975年5月2日－），北京奥运会马术铜牌。与亚历山大·约翰斯曼结婚，後離婚，有1子1女。

## 榮譽
- 丹麦  大象勳章騎士 (Knight Grand Cross with Collar of the Order of the Elephant)
  -  丹麥國旗勳章大司令級 (Grand Commander of the Order of the Dannebrog)

#### 其他榮譽
- 阿根廷 解放者聖馬丁將軍勳章（英语：Order of the Liberator General San Martín）大十字級 (Grand Cross of Order of the Liberator General San Martín)